# Sommaing
Sommaing-sur-Écaillon redirige ici.
Sommaing, également dénommée de manière non-officielle Sommaing-sur-Écaillon, est une commune française située dans le département du Nord, en région Hauts-de-France.

## Géographie

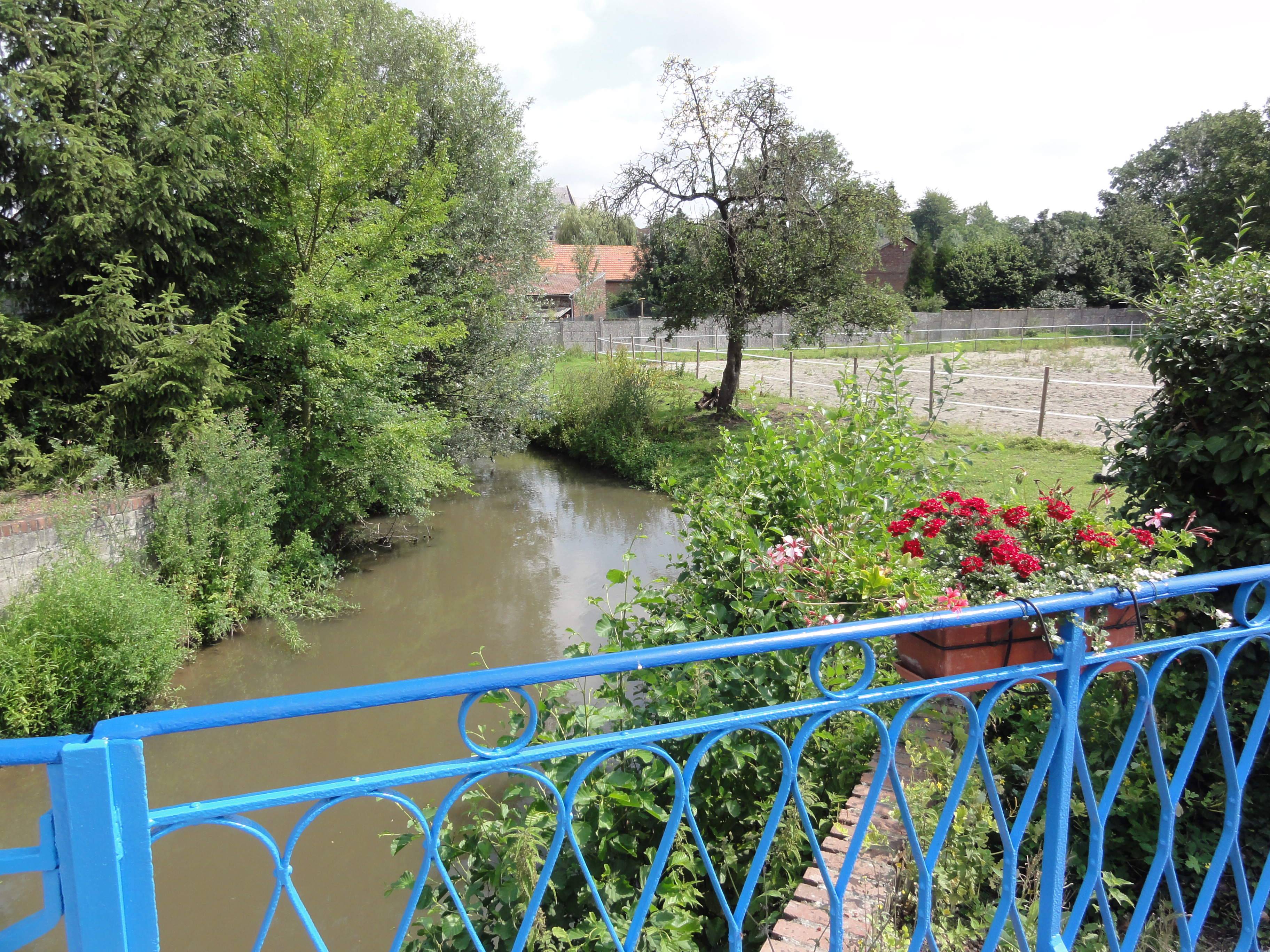
L'Écaillon à Sommaing.

Sommaing est situé sur l'Écaillon, à 8 km au nord de Solesmes et à 12 km au sud de Valenciennes.

### Communes limitrophes
|                 | Quérénaing |                        |
| Verchain-Maugré | Sommaing   |                        |
|                 |            | Vendegies-sur-Écaillon |

### Hydrographie

#### Réseau hydrographique
La commune est située dans le bassin Artois-Picardie. Elle est drainée par l'Écaillon,.
L'Écaillon, d'une longueur de 33 km, prend sa source dans la commune de Locquignol et se jette  dans l'Escaut canalisée à Prouvy, après avoir traversé 13 communes. 

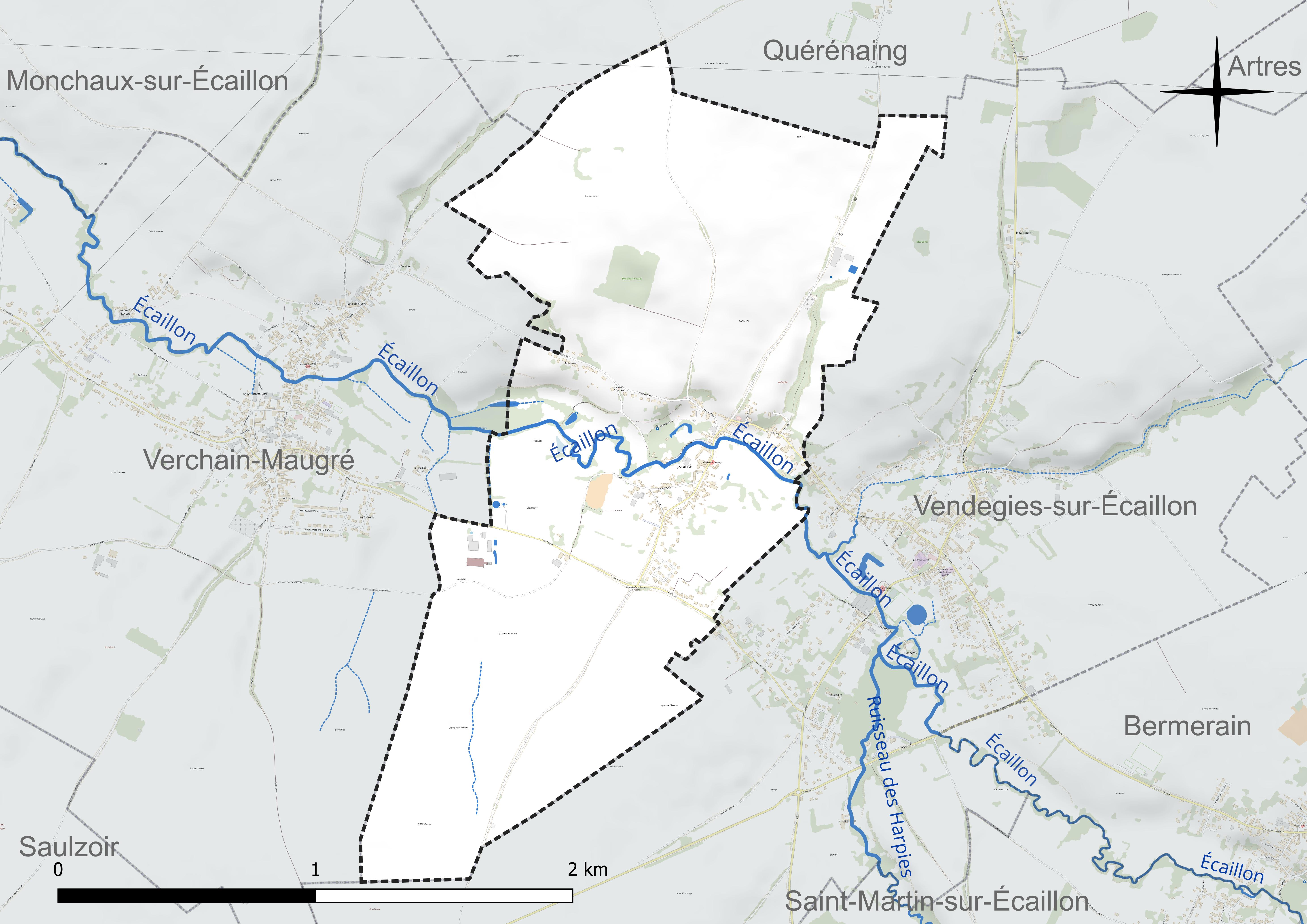
Réseau hydrographique de Sommaing.

#### Gestion et qualité des eaux
Le territoire communal est couvert par le schéma d'aménagement et de gestion des eaux (SAGE) « Escaut ». Ce document de planification concerne un territoire de 2 005 km2 de superficie, délimité par le bassin versant de l'Escaut. Le périmètre a été arrêté le 9 juin 2006 et le SAGE proprement dit a été approuvé le 13 juillet 2021. La structure porteuse de l'élaboration et de la mise en œuvre est le syndicat mixte Escaut et Affluents (SyMEA). 
La qualité des cours d'eau peut être consultée sur un site dédié géré par les agences de l'eau et l'Agence française pour la biodiversité. 

### Climat
Pour des articles plus généraux, voir Climat des Hauts-de-France et Climat du Nord.
En 2010, le climat de la commune est de type climat océanique dégradé des plaines du Centre et du Nord, selon une étude du CNRS s'appuyant sur une série de données couvrant la période 1971-2000. En 2020, Météo-France publie une typologie des climats de la France métropolitaine dans laquelle la commune est exposée à un climat océanique altéré et est dans la région climatique  Nord-est du bassin Parisien, caractérisée par un ensoleillement médiocre, une pluviométrie moyenne régulièrement répartie au cours de l'année et un hiver froid (3 °C). 
Pour la période 1971-2000, la température annuelle moyenne est de 10,5 °C, avec une amplitude thermique annuelle de 14,8 °C. Le cumul annuel moyen de précipitations est de 729 mm, avec 12,5 jours de précipitations en janvier et 9,4 jours en juillet. Pour la période 1991-2020, la température moyenne annuelle observée sur la station météorologique la plus proche, située sur la commune de Valenciennes à 10 km à vol d'oiseau, est de 11,0 °C et le cumul annuel moyen de précipitations est de 694,1 mm,. Pour l'avenir, les paramètres climatiques de la commune estimés pour 2050 selon différents scénarios d'émission de gaz à effet de serre sont consultables sur un site dédié publié par Météo-France en novembre 2022.

## Urbanisme

### Typologie
Au 1er janvier 2024, Sommaing est catégorisée commune rurale à habitat dispersé, selon la nouvelle grille communale de densité à sept niveaux définie par l'Insee en 2022.
Elle est située hors unité urbaine. Par ailleurs la commune fait partie de l'aire d'attraction de Valenciennes (partie française), dont elle est une commune de la couronne,. Cette aire, qui regroupe 102 communes, est catégorisée dans les aires de 200 000 à moins de 700 000 habitants,.

### Occupation des sols
L'occupation des sols de la commune, telle qu'elle ressort de la base de données européenne d'occupation biophysique des sols Corine Land Cover (CLC), est marquée par l'importance des territoires agricoles (95,4 % en 2018), une proportion identique à celle de 1990 (95,4 %). La répartition détaillée en 2018 est la suivante : 
terres arables (75 %), prairies (20,5 %), zones urbanisées (4,6 %). L'évolution de l'occupation des sols de la commune et de ses infrastructures peut être observée sur les différentes représentations cartographiques du territoire : la carte de Cassini (XVIIIe siècle), la carte d'état-major (1820-1866) et les cartes ou photos aériennes de l'IGN pour la période actuelle (1950 à aujourd'hui).

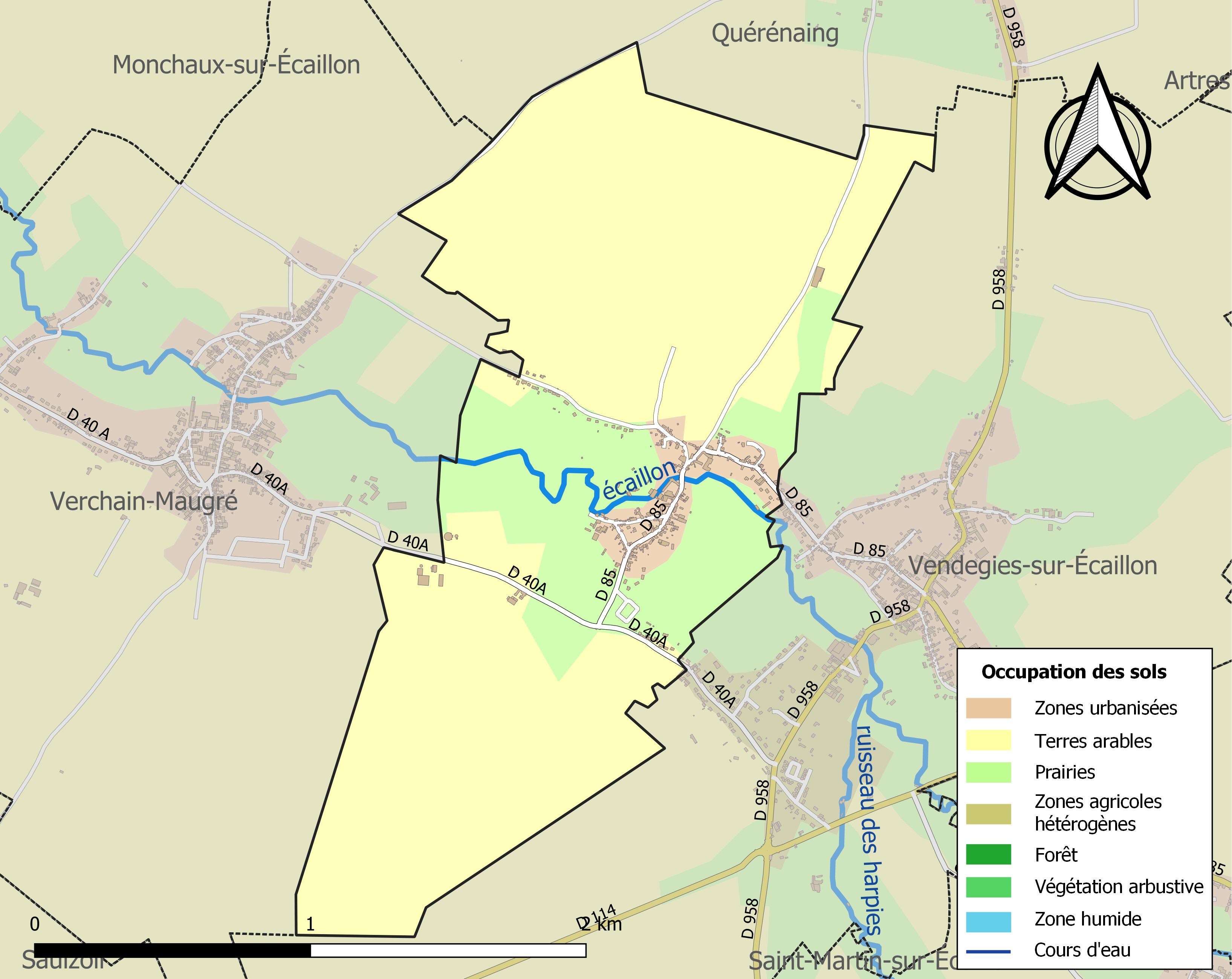
Carte des infrastructures et de l'occupation des sols de la commune en 2018 (CLC).

## Toponymie
Sommaing est mentionnée sous le nom de Someng en 1096 et 1135, puis comme Someing, Sommaing et Soumaing aux XIIe et XIVe siècles. Boniface et Mannier s'accordent à dériver le nom de somma, « source », à moins, comme le suggère aussi Mannier, qu'il ne dérive du nom d'un homme, Sommaing étant alors « la demeure de Sumo ».
On peut rapprocher Sommaing de Somain.

## Héraldique
|  | Les armes de Sommaing se blasonnent ainsi : "D'argent au lion de gueules et une bordure engrêlée d'azur." - Les armoiries de la commune sont celle de la famille "de Sommaing" |

## Politique et administration

### Situation administrative
La commune de Sommaing se situe dans le département du Nord et fait partie de la région Hauts-de-France. Bien qu'elle soit plus proche de Valenciennes (à 11 km), elle appartient à l'arrondissement de Cambrai (à 24 km) et au Canton de Caudry (à 20 km).
La commune est membre de la Communauté de communes du Pays solesmois, qui rassemble 15 communes (Beaurain, Bermerain, Capelle, Escarmain, Haussy, Montrécourt, Romeries, Saint-Martin-sur-Écaillon, Saint-Python, Saulzoir, Solesmes, Sommaing, Vendegies-sur-Écaillon, Vertain et Viesly) pour une population totale d'un peu moins de 15 000 habitants.

### Liste des maires
Maire en 1807 : Hyollo.
Maire en 1829 : Alfred Gilleron 
Maire de         à           : Gaston MAUVIEL, agriculteur
Maire de         à           : André DELSART, menuisier
Maire de 1983 à 2001 : Albert MAUVIEL agriculteur puis maire honoraire décédé le 10/07/2017 à 87 ans

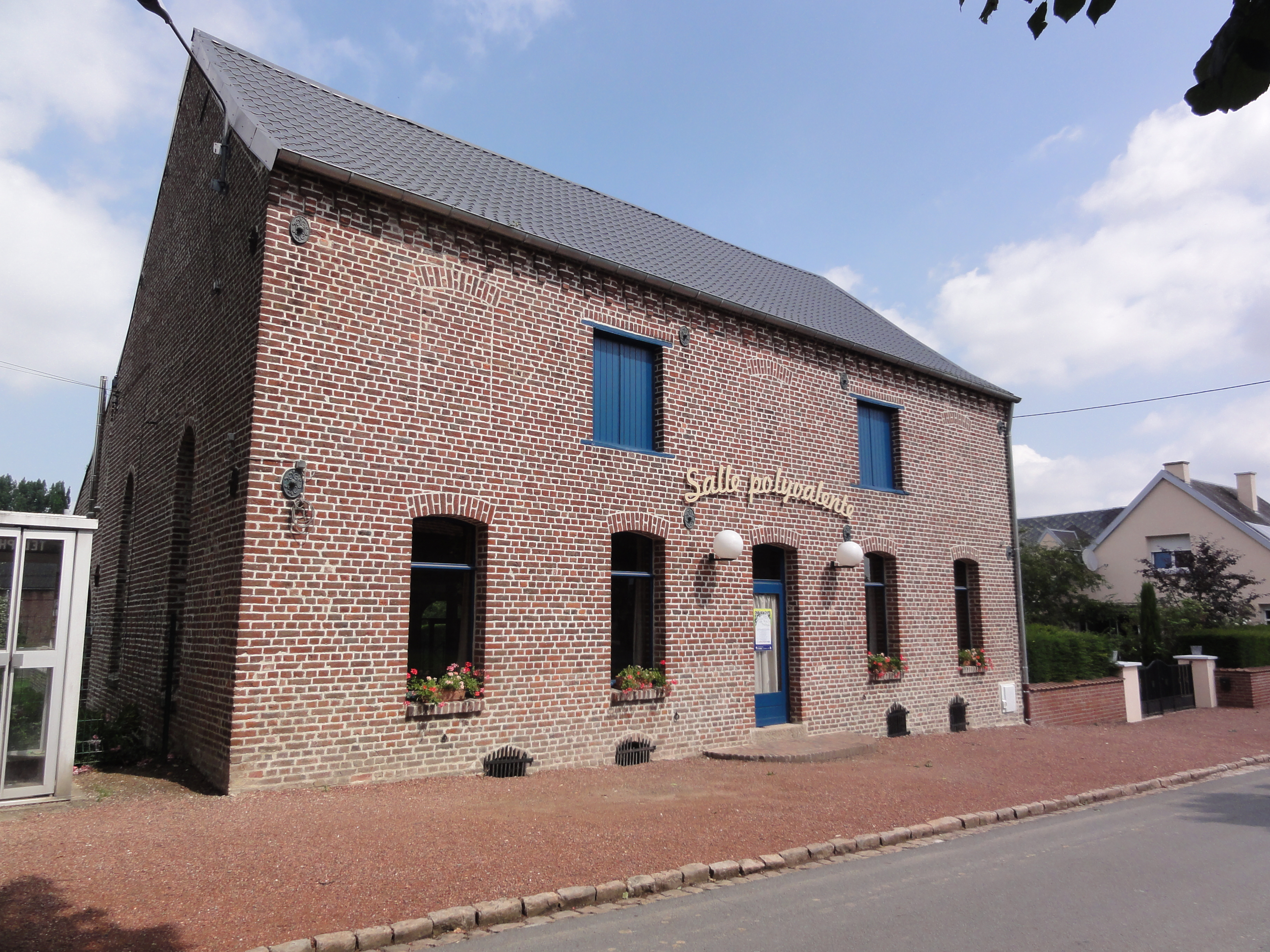
La salle polyvalente.

| Identité                                     | Période     | Période  | Durée                     |
| Identité                                     | Début       | Fin      | Durée                     |
| -------------------------------------------- | ----------- | -------- | ------------------------- |
| Marc Carpentier (d) (né le 9 septembre 1946) | mars 2001   | mai 2020 | 19 ans et 2 mois          |
| Roland Salengro (d) (né le 11 juin 1956)     | 24 mai 2020 | En cours | 5 ans, 2 mois et 14 jours |

## Population et société

### Démographie

#### Évolution démographique
L'évolution du nombre d'habitants est connue à travers les recensements de la population effectués dans la commune depuis 1793. Pour les communes de moins de 10 000 habitants, une enquête de recensement portant sur toute la population est réalisée tous les cinq ans, les populations de référence des années intermédiaires étant quant à elles estimées par interpolation ou extrapolation. Pour la commune, le premier recensement exhaustif entrant dans le cadre du nouveau dispositif a été réalisé en 2008.

En 2022, la commune comptait 398 habitants, en évolution de −5,46 % par rapport à 2016 (Nord : +0,51 %, France hors Mayotte : +2,11 %).
| 1793 | 1800 | 1806 | 1821 | 1831 | 1836 | 1841 | 1846 | 1851 |
| ---- | ---- | ---- | ---- | ---- | ---- | ---- | ---- | ---- |
| 300  | 378  | 398  | 385  | 466  | 505  | 535  | 576  | 548  |

| 1856 | 1861 | 1866 | 1872 | 1876 | 1881 | 1886 | 1891 | 1896 |
| ---- | ---- | ---- | ---- | ---- | ---- | ---- | ---- | ---- |
| 590  | 597  | 598  | 599  | 530  | 519  | 502  | 539  | 507  |

| 1901 | 1906 | 1911 | 1921 | 1926 | 1931 | 1936 | 1946 | 1954 |
| ---- | ---- | ---- | ---- | ---- | ---- | ---- | ---- | ---- |
| 505  | 446  | 429  | 388  | 382  | 383  | 352  | 342  | 339  |

| 1962 | 1968 | 1975 | 1982 | 1990 | 1999 | 2006 | 2008 | 2013 |
| ---- | ---- | ---- | ---- | ---- | ---- | ---- | ---- | ---- |
| 326  | 327  | 314  | 292  | 331  | 340  | 335  | 334  | 390  |

| 2018 | 2022 | - | - | - | - | - | - | - |
| ---- | ---- | - | - | - | - | - | - | - |
| 406  | 398  | - | - | - | - | - | - | - |

#### Pyramide des âges
La population de la commune est relativement jeune.
En 2018, le taux de personnes d'un âge inférieur à 30 ans s'élève à 33,5 %, soit en dessous de la moyenne départementale (39,5 %). À l'inverse, le taux de personnes d'âge supérieur à 60 ans est de 24,2 % la même année, alors qu'il est de 22,5 % au niveau départemental.
En 2018, la commune comptait 188 hommes pour 218 femmes, soit un taux de 53,69 % de femmes, légèrement supérieur au taux départemental (51,77 %).
Les pyramides des âges de la commune et du département s'établissent comme suit.
| Hommes | Classe d’âge | Femmes |
| ------ | ------------ | ------ |
| 0,0    | 90 ou +      | 0,5    |
| 4,3    | 75-89 ans    | 6,4    |
| 21,3   | 60-74 ans    | 16,1   |
| 20,2   | 45-59 ans    | 20,6   |
| 24,5   | 30-44 ans    | 19,7   |
| 14,4   | 15-29 ans    | 15,6   |
| 15,4   | 0-14 ans     | 21,1   |

| Hommes | Classe d’âge | Femmes |
| ------ | ------------ | ------ |
| 0,5    | 90 ou +      | 1,4    |
| 5,3    | 75-89 ans    | 8,1    |
| 14,8   | 60-74 ans    | 16,2   |
| 19,1   | 45-59 ans    | 18,4   |
| 19,5   | 30-44 ans    | 18,7   |
| 20,7   | 15-29 ans    | 19,1   |
| 20,2   | 0-14 ans     | 18     |

## Lieux et monuments

### Lieux et monuments civils
- Le monument aux morts.

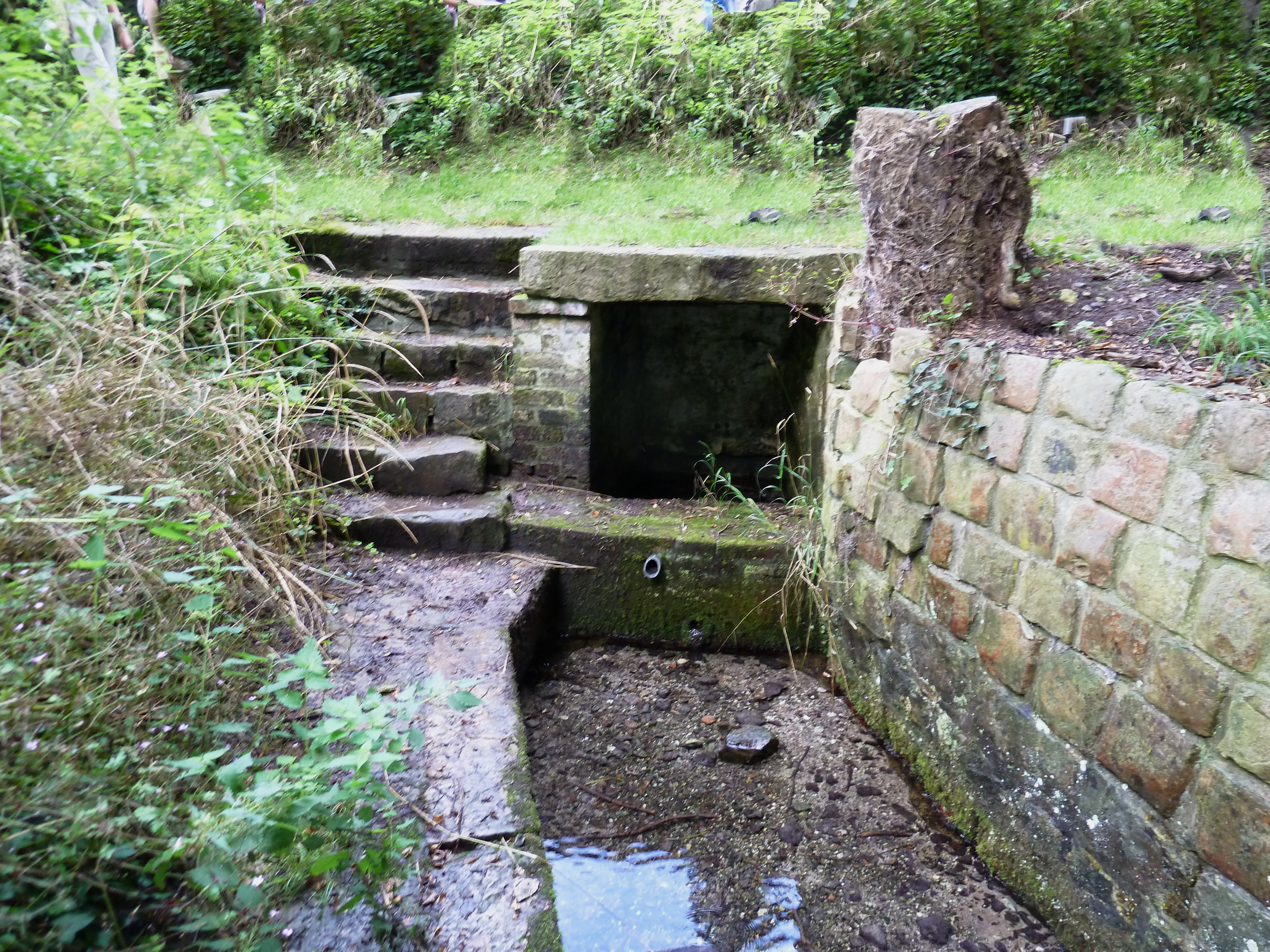
Sommaing. la fontaine des Lainiers

- Le Canonne Farm British Cemetery de la Commonwealth War Graves Commission héberge les tombes de 63 soldats morts à la libération, octobre-novembre 1918[26]
- la fontaine des Lainiers[27]
- La ferme Mauviel, de 1631, un des plus anciens bâtiments de ferme dans l'actuel canton de Solesmes

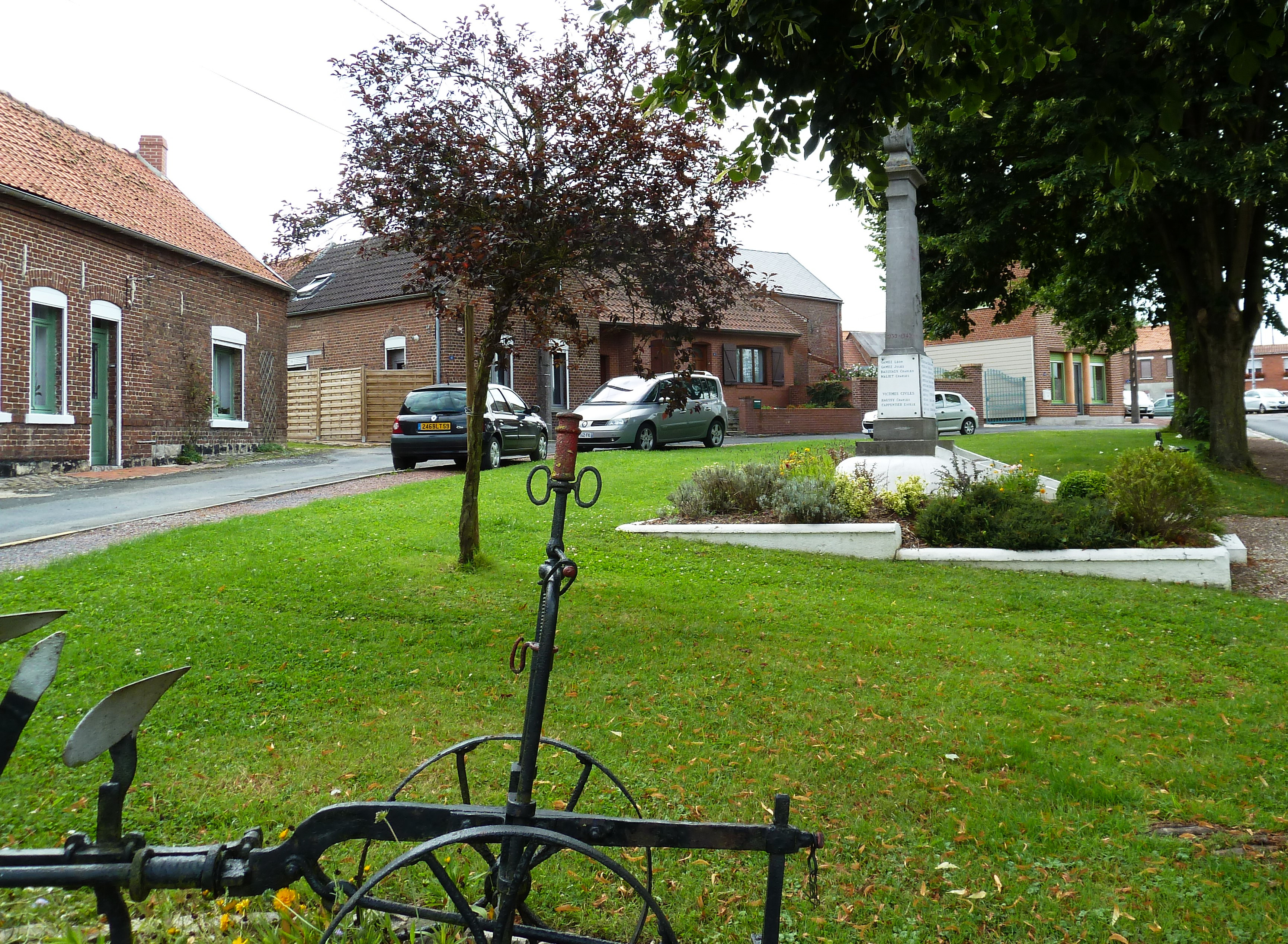
La place du  Monument aux Morts
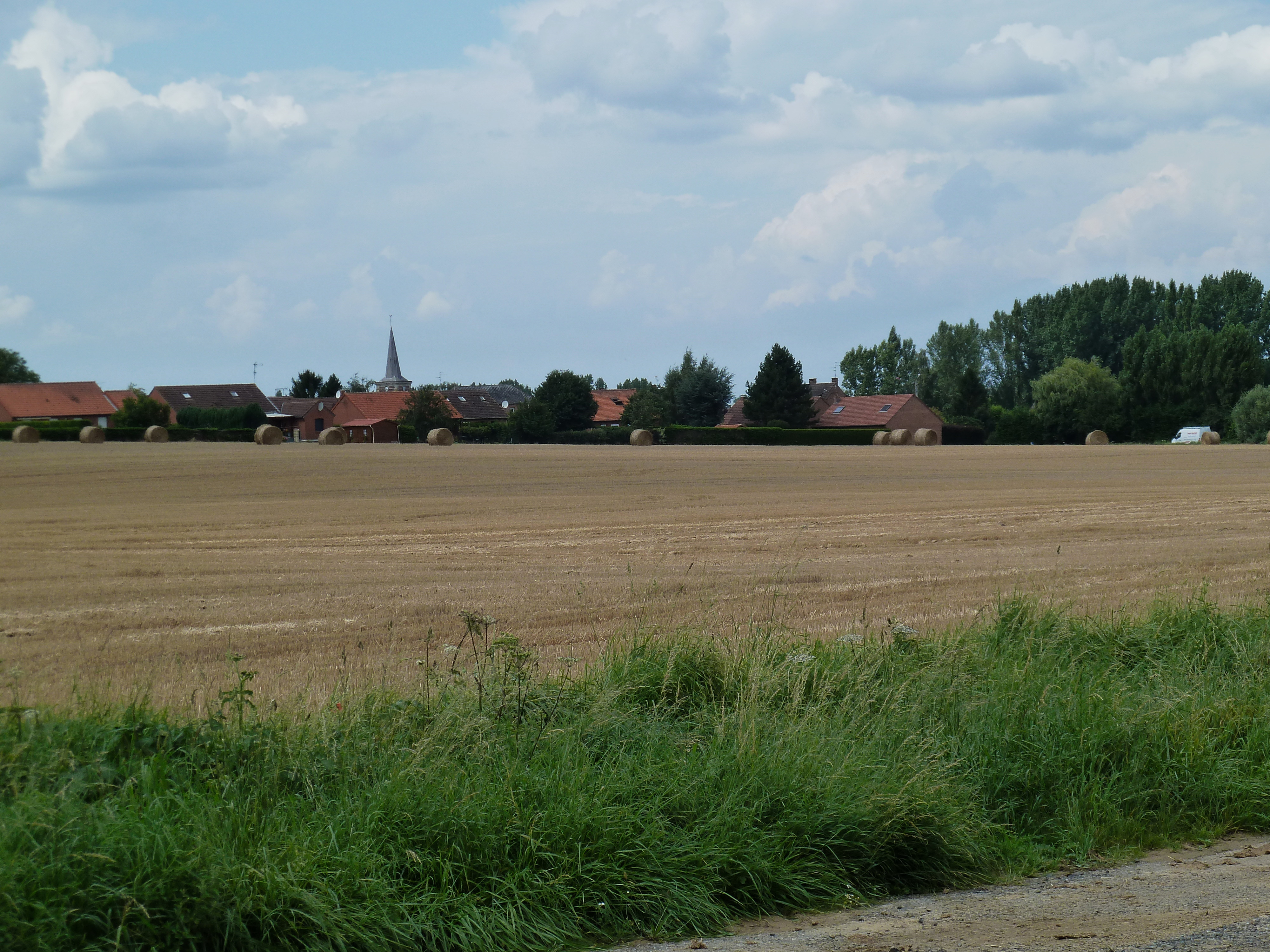
Circuit « la balade du Menhir »
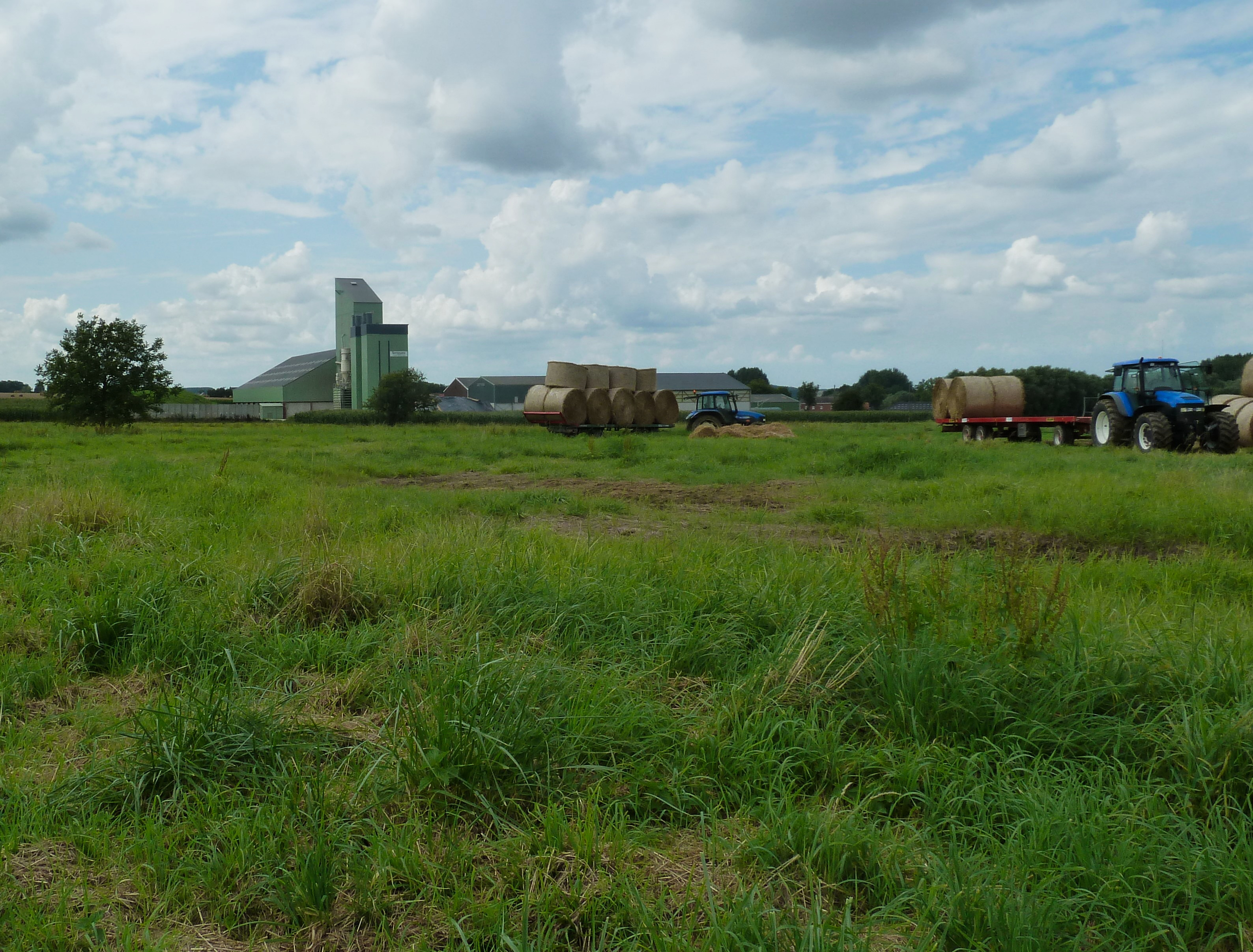
Circuit « la balade du Menhir »
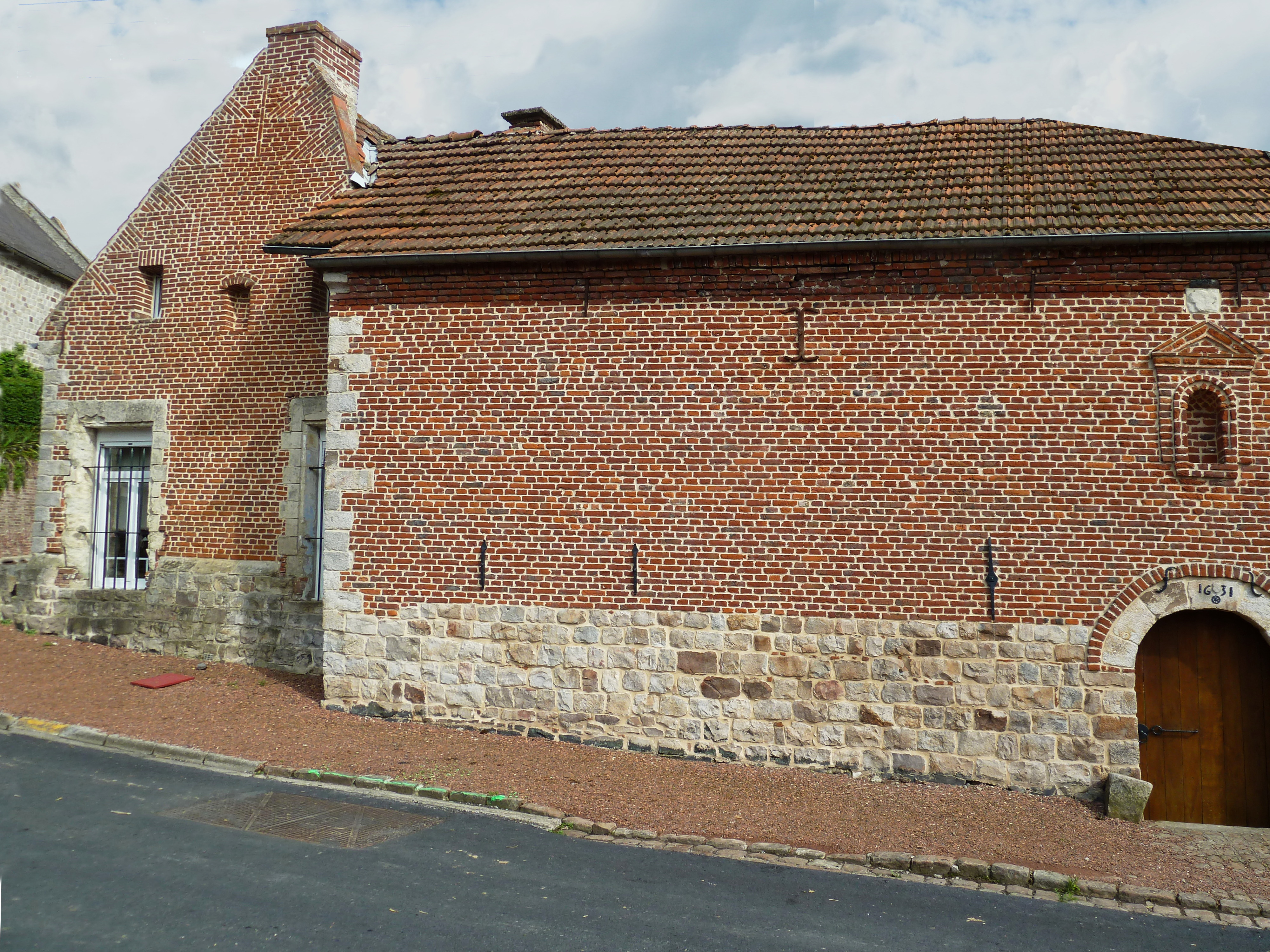
La Ferme Mauviel,.jpg
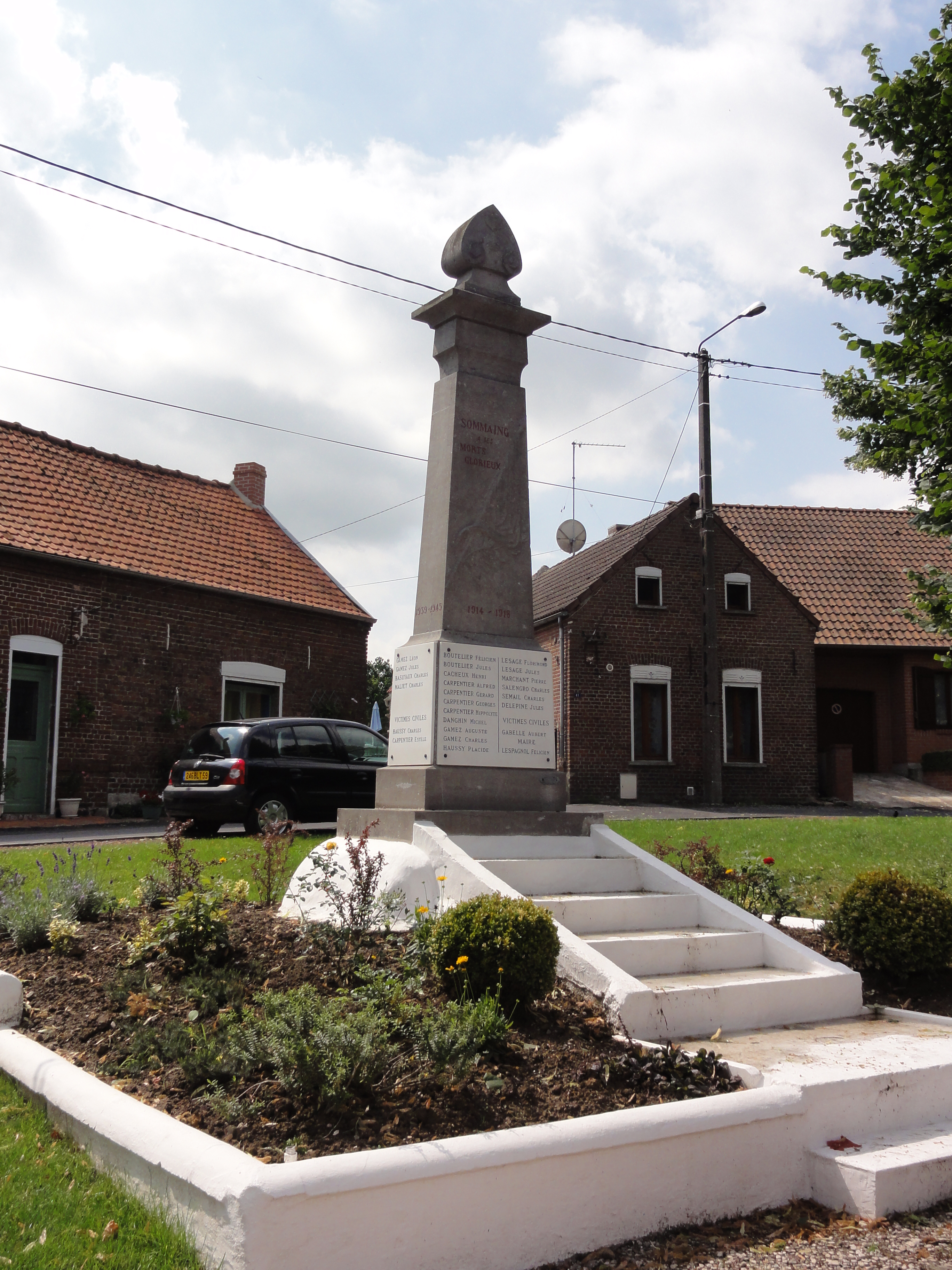
le monument aux morts
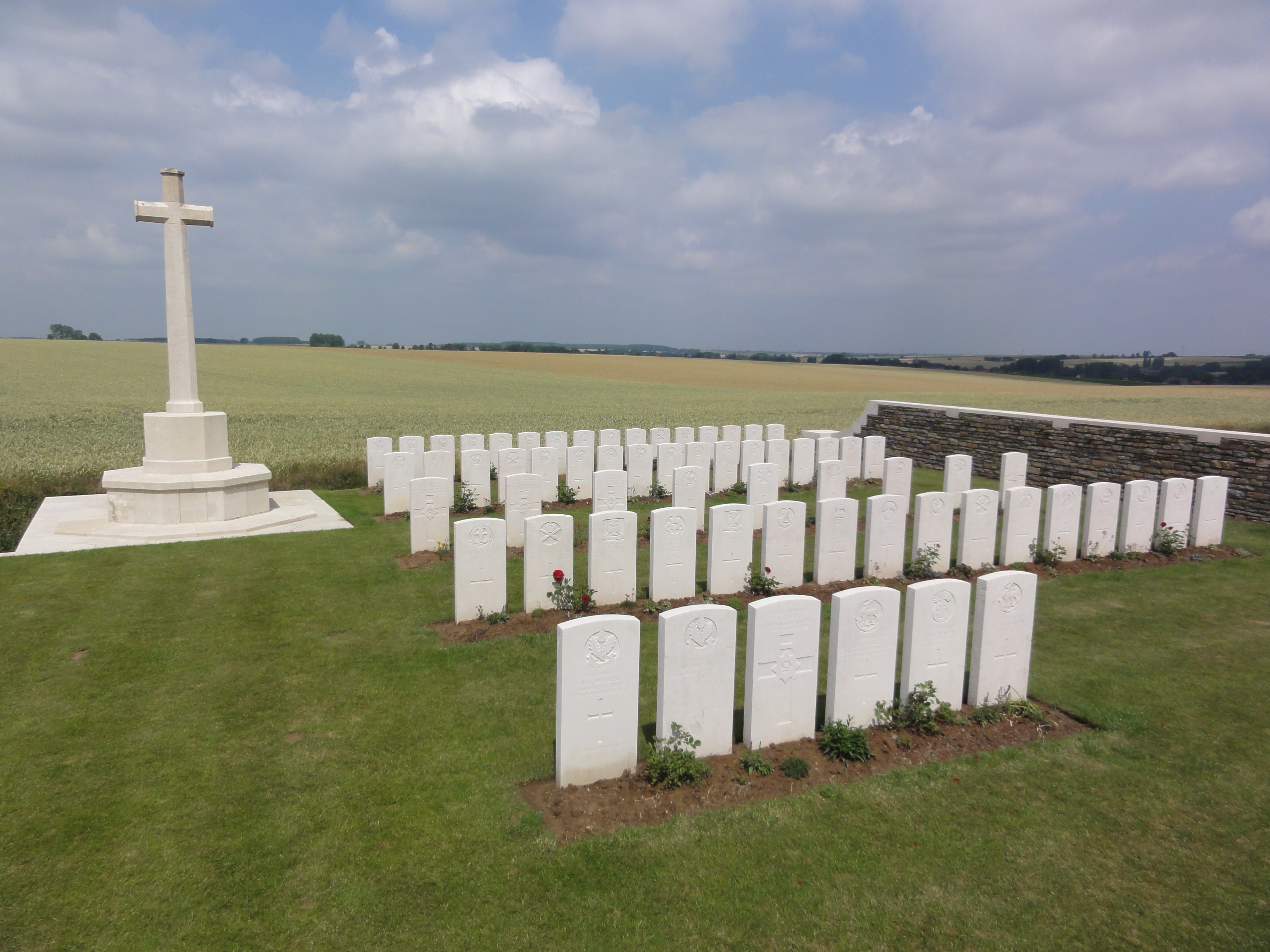
Cannonne Farm British Cemetery 1918

### Lieux et monuments religieux

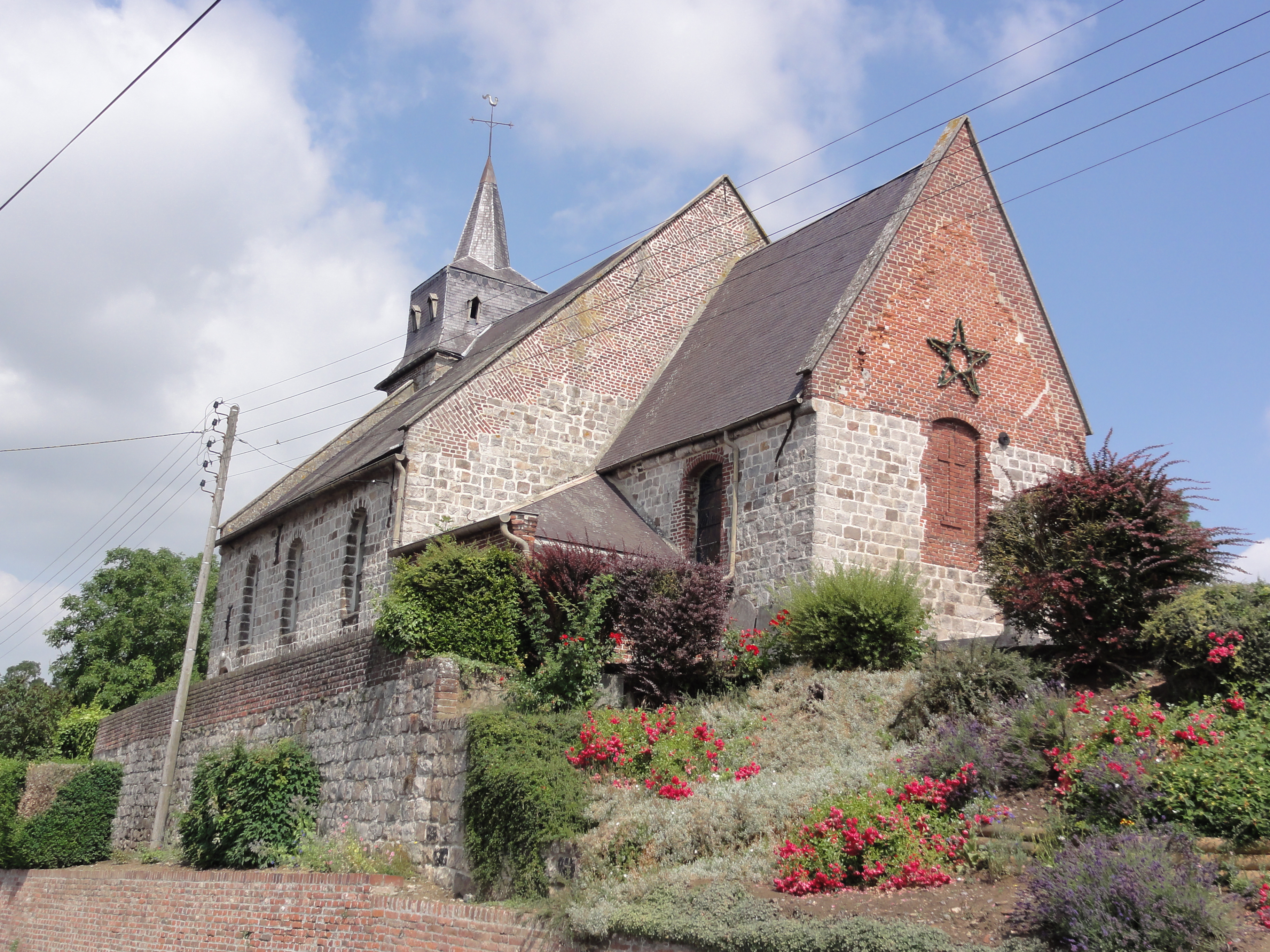
Église de Sommaing.

- L'église Saint-Quentin des XVIe et XVIIe siècles.
- Des chapelles-oratoires disséminées sur le territoire de la commune.

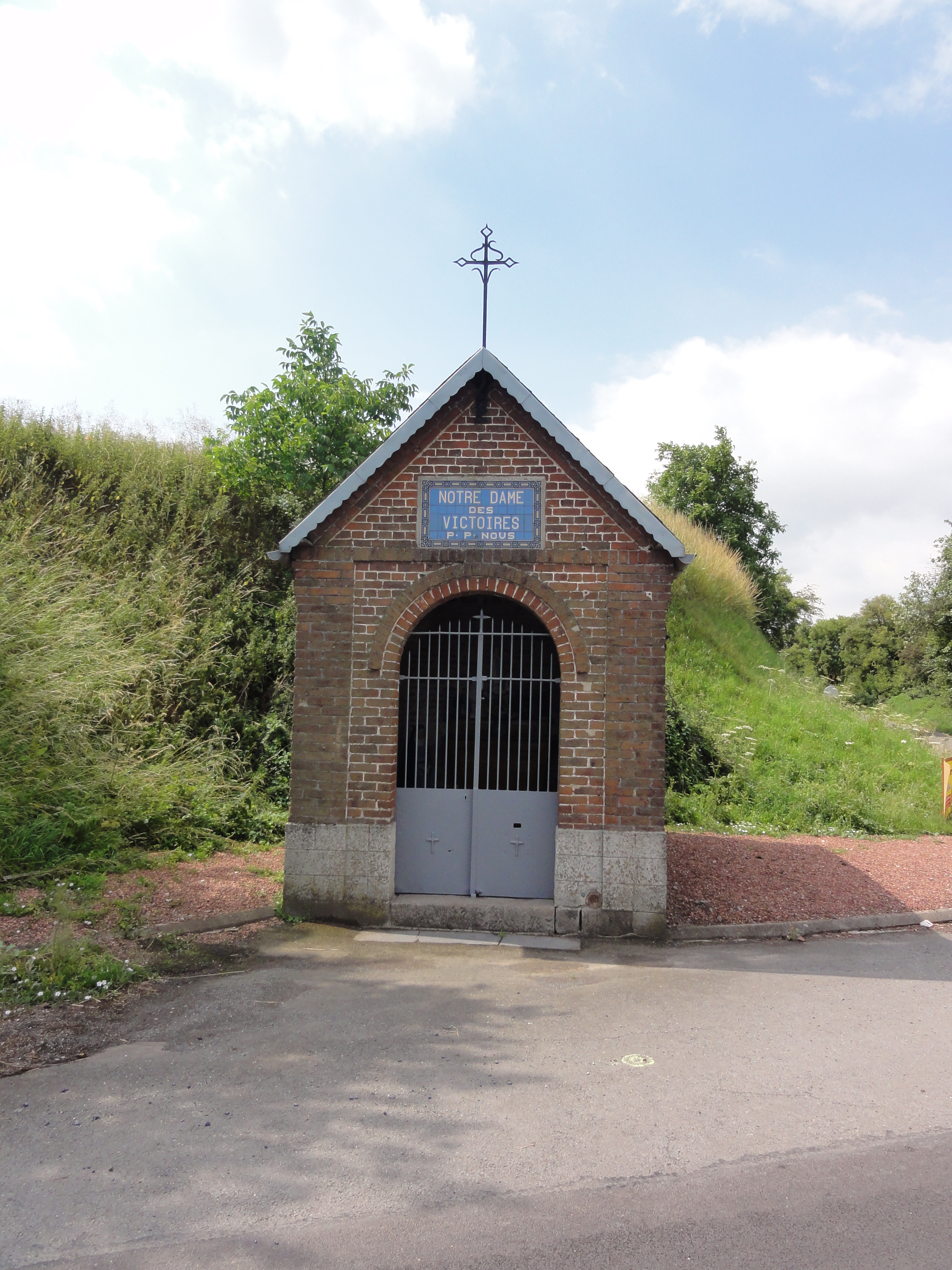
La chapelle N.D. des Victoires, rue de Denain.
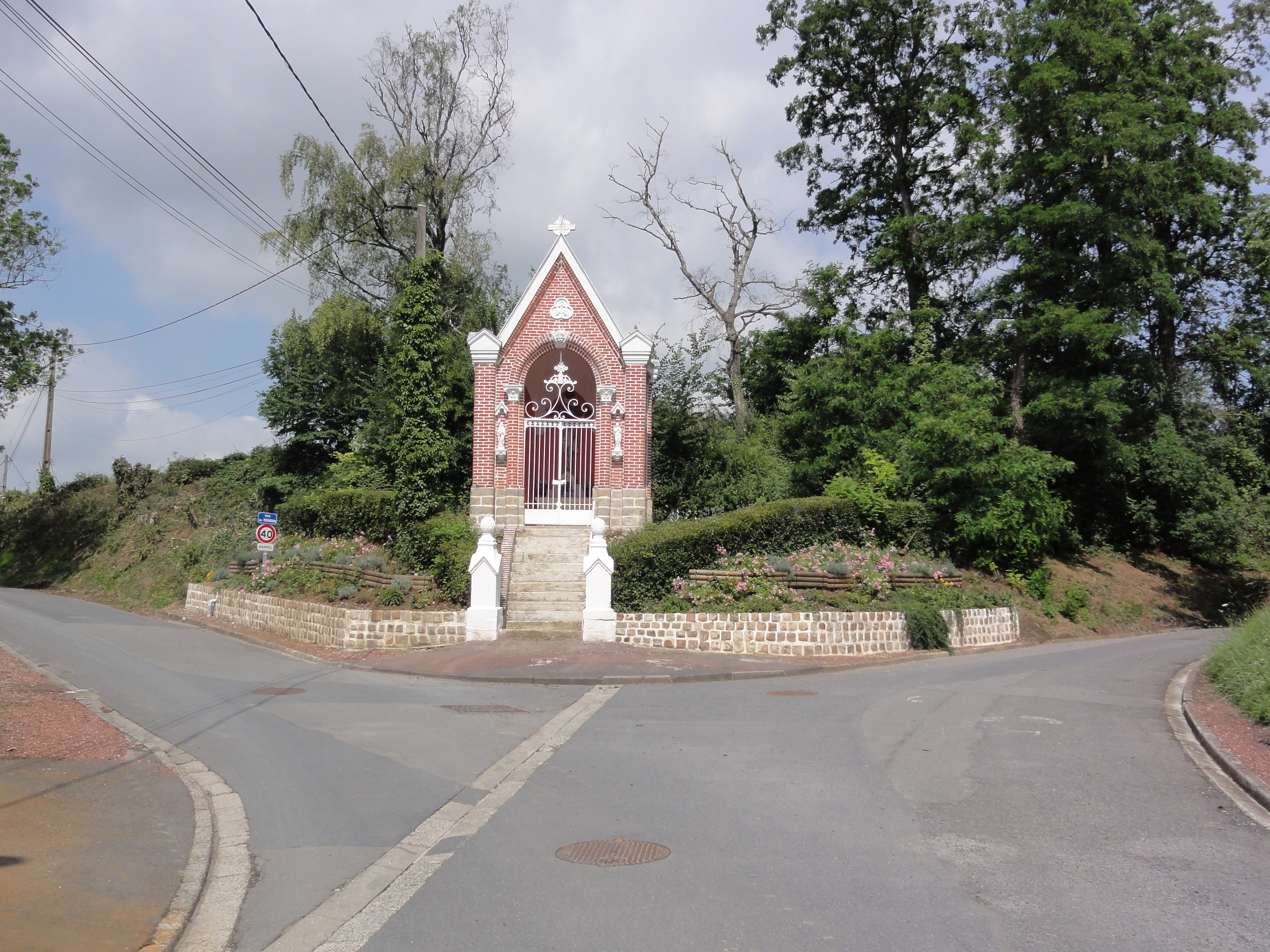
La chapelle rue de Robinson.
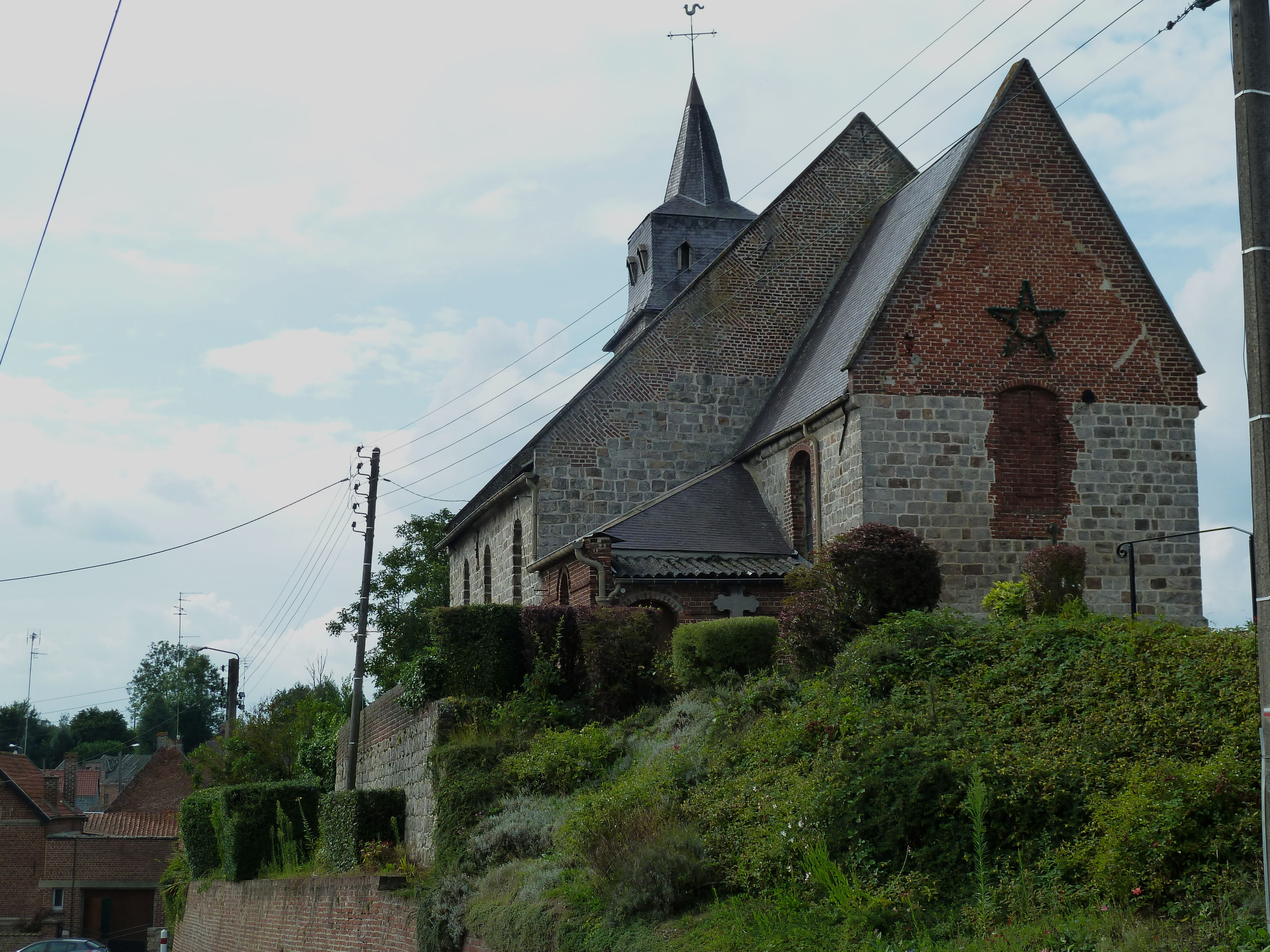
Le chevet de l'église Saint-Quentin.
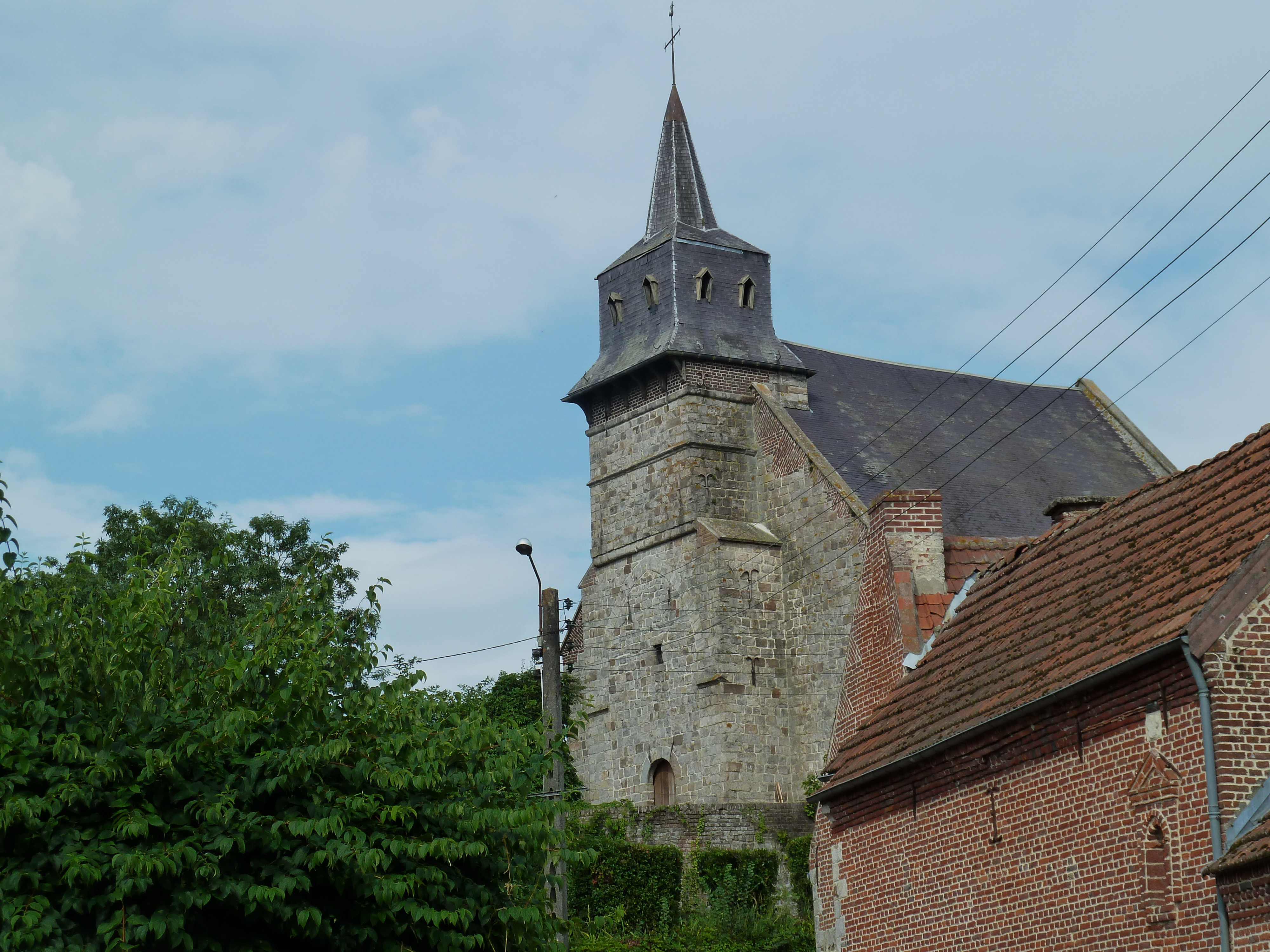
L'église Saint-Quentin.

## Pour approfondir